# Reconeixement d'unions del mateix sexe a Cambodja

Situació legal de les unions entre persones del mateix sexe a l'Àsia

Cambodja no reconeix el matrimoni entre persones del mateix sexe ni les unions civils, però sí un programa de registre conegut com a "declaració de relació familiar", que ofereix drets legals limitats, que a juny de 2021 està disponible a 68 comunes. El matrimoni entre persones del mateix sexe ha rebut el suport del rei Norodom Sihamoni i el seu pare, el rei Norodom Sihanouk.
La Constitució de Cambodja defineix el matrimoni com la unió d'"un marit i una esposa".

## Col·laboracions
La Comunitat de l'Arc de Sant Martí de Kampuchea, amb l'ajuda de les autoritats locals, ha creat un programa de registre de relacions formal anomenat "Declaració de relacions familiars" (llengua khmer: សេចក្តីថ្លែងទំនាក់ទំនងគ្រួសារ, pronunciat: séchkdei thlêng tumneăk tumnông kruŏsa). Segons la Comunitat, "la Declaració de Vincle Familiar és un contracte civil entre dues persones que estan disposades a estar juntes i a compartir responsabilitats tenint cura de la família, els fills i repartint el patrimoni conjunt, com ho fan els cònjuges legals". Pot servir com a documentació basada en evidències d'una relació per a una parella del mateix sexe. Al maig de 2018, el contracte civil s'havia introduït a 50 municipis de 15 províncies. A juny de 2021, el programa s'havia introduït a 68 municipis de 20 províncies i 26 parelles havien signat els formularis.

## Matrimoni entre persones del mateix sexe

### Situació legal
El setembre de 1993, l'Assemblea Constituent de Cambodja, un òrgan especial escollit el 1993, va redactar la constitució nacional. Aquesta defineix el matrimoni com la unió d'"un marit i una muller". Concretament, l'article 45 diu:
| « | El matrimoni s'ha de celebrar d'acord amb les condicions determinades per la llei basades en el principi del consentiment mutu entre un marit i una muller. | » |

Article 3 de la Llei del Matrimoni i la Familia (ច្បាប់ស្ដីពីអាពាហ៍ពិពាហ៍និងគ្រួសារ, chbăb sdeipi ’apéahpĭpéah nĭng kruŏsa), promulgada el 17 de juliol de 1989, diu: "El matrimoni és un contracte solemne entre un home i una dona amb esperit d'amor d'acord amb les disposicions de la llei i en el benentès que no poden dissoldre's com vulguin". El Codi Civil també implica que un matrimoni sigui "marit i muller".

### Cas d'un matrimoni
Hi ha un cas registrat de matrimoni civil entre persones del mateix sexe legalment vàlid contractat a Cambodja. Khav Sokha i Pum Eth es van casar el 12 de març de 1995 al poble de Kro Bao Ach Kok, a la província de Kandal, d'on són naturals. Sokha va dir en una entrevista a The Phnom Penh Post : "Les autoritats van pensar que era estrany, però van acceptar tolerar-ho perquè ja tinc tres fills (d'un matrimoni anterior). Deien que si tots dos fóssim solters (i sense fills), no ens permetrien casar-nos perquè no podríem tenir fills”. Per tant, va ser un matrimoni plenament reconegut, amb aprovació oficial i, realment, no hi va haver cap reacció. Va ser un acte popular, amb 250 persones que van venir a la cerimònia i fer festa, entre monjos budistes i alts funcionaris de la província.
El febrer de 2018, una parella del mateix sexe cambodjana i francesa va intentar casar-se a la ciutat de Kratié. La policia va impedir que es fes la cerimònia del casament i va detenir la parella.

### Intents de legalització
Després de presenciar els matrimonis del mateix sexe celebrats a San Francisco el 2004, el rei Norodom Sihanouk va expressar el seu suport a la legalització d'aquestes unions a Cambodja. El seu fill i successor, el rei Norodom Sihamoni, també ha expressat el seu suport al matrimoni entre persones del mateix sexe.
Després de la promulgació de la Constitució del Nepal el setembre de 2015, diverses organitzacions governamentals i portaveus van fer comentaris positius sobre el matrimoni i les parelles entre persones del mateix sexe. El ministre de l'Interior, Sar Kheng, va anunciar la possibilitat d'impulsar la legalització del matrimoni entre persones del mateix sexe. El Ministeri de la Dona va incorporar les parelles del mateix sexe al seu segon Pla d'Acció Nacional per a la Prevenció de la Violència envers les Dones 2014-2018. El portaveu del govern, Phay Siphan, va expressar el seu suport a la comunitat LGBT i va dir que "la societat cambodjana no discrimina les persones LGBT. Només ho fan els individus. Cap llei cambodjana els discrimina, i res els prohibeix estimar-se o casar-se". El govern de Cambodja també va expressar una reacció benvinguda a la Constitució del Nepal, dient que hi havia la possibilitat que els matrimonis entre persones del mateix sexe s'aprovessin com a llei.
El maig de 2017, el Partit de Rescat Nacional de Cambodja (CNRP) va anunciar que celebraria un referèndum sobre la qüestió del matrimoni entre persones del mateix sexe si fos elegit. El Partit Nacional Unit Khmer (KNUP) va dir que consideraria legalitzar el matrimoni entre persones del mateix sexe si guanyessin les eleccions generals del 2018. Altres partits que han anunciat el seu suport al matrimoni entre persones del mateix sexe inclouen FUNCINPEC, el Partit de la Lliga per a la Democràcia (LDP) i el Partit de la Democràcia de Base (GDP). No obstant això, amb l'absència d'una oposició creïble, les eleccions van ser considerades com una formalitat i van ser rebutjades com a eleccions farsa per la comunitat internacional. Van donar lloc a una victòria àmpliament esperada per al governant Partit Popular de Cambodja (CPP), que va guanyar els 125 escons a l'Assemblea Nacional. El CPP ha dit que no té previst legalitzar el matrimoni entre persones del mateix sexe, però està "obert a considerar-ho". El febrer de 2019, el primer ministre Hun Sen va dir que el país "encara no està preparat" per legalitzar el matrimoni entre persones del mateix sexe.
Després que el maig de 2017 el Tribunal Constitucional de Taiwan dictaminà que prohibir el matrimoni entre persones del mateix sexe és inconstitucional a Taiwan, 43 grups de la societat civil i sindicats van demanar al govern que legalitzi el matrimoni entre persones del mateix sexe a Cambodja.
El 2019, el Centre de Drets Humans de Cambodja va publicar un informe que mostrava que la discriminació contra les parelles del mateix sexe havia disminuït a Cambodja, però encara no tenen proteccions legals importants, com ara el matrimoni entre persones del mateix sexe i els drets d'adopció plena. L'informe afirmava que "el 80% per cent de les 'famílies de l'arc de Sant Martí'creu que la discriminació es reduiria si se'ls permetés casar-se legalment amb la seva parella. Excloure les persones LGBT de la institució del matrimoni les exclou d'un dels fonaments de la societat cambodjana". En resposta, el portaveu del govern Phay Siphan va dir que el govern ha donat suport a les parelles del mateix sexe i ha facilitat les parelles amb la propietat conjunta de la propietat. Tanmateix, "la modificació de la llei ha d'ajustar-se a les tradicions i costums khmers", va dir.
El 30 de gener de 2019, a la tercera revisió periòdica universal del país, Islàndia, els Països Baixos i el Canadà van recomanar a Cambodja la legalització del matrimoni entre persones del mateix sexe. El 5 de juliol de 2019, el govern va acceptar aquestes recomanacions.

### Estadístiques
Segons un informe del 2018 de CamAsean Youth's Future, un grup que treballa per promoure els drets LGBT, hi havia unes 6.000 parelles del mateix sexe a Cambodja. Les xifres del govern de 2019 van mostrar que eren unes 33.000 persones LGBT a Cambodja, incloses unes 5.000 parelles que cohabitaven.

### Opinió pública
El 2015, TNS Cambodia va realitzar una enquesta centrada en les actituds cap a les persones LGBT a Cambodja. La mostra va ser de 1.563 persones de 10 províncies diferents. 1.085 identificades com a heterosexuals i 478 identificades com a LGBT. El 60% vivia a les zones rurals, el 24% a les zones urbanes i el 16% a les zones semiurbanes de Phnom Penh. El suport al matrimoni entre persones del mateix sexe va ser del 38% entre les persones heterosexuals, mentre que el 42% es va oposar i el 20% era neutral. Entre les persones LGBT, el 94% va expressar el seu suport al matrimoni entre persones del mateix sexe: del 96% de les dones transgènere al 89% dels homes gais. El 3% de les persones LGBT es va mostrar oposició. En total, el 55% dels enquestats estaven a favor del matrimoni entre persones del mateix sexe, el 30% s'oposaven i el 15% eren neutrals. Els motius més freqüents d'aprovació eren els "drets humans" i "és en la seva naturalesa [de les persones LGBT]", mentre que els opositors van citar "contra els valors i les tradicions khmer" i "contra la naturalesa humana" com a motius més freqüents de desaprovació.